# Битва при Тицині
Битва при Тицині була однією з перших битв Другої Пунічної війни, у якій брали участь армії Карфагену під командуванням Ганнібала та  римлян, під командуванням Публія Корнелія Сципіона в листопаді 218 р до н.е.
Бій проходив у рівнинній Павії, окрузі на правому березі річки Тицин, недалеко від її злиття з річкою По, відповідно і назву битва отримала від назви річки. Хоч точне місце проведення сьогодні не відоме, однак прийнято вважати, що вона проходила недалеко від поселення, відоме сьогодні як Віджевано, яке згадується  в тексті Лівія, і що табір Сципіона був на південь від сучасного міста Гамболо в провінції Павія регіону Ломбардія.
У битві головним чином були задіяні кавалерія (близько 9000), а також веліти (близько 2700) з боку римлян. Загалом війська римлян чисельністю переважали. Ймовірно саме тут Ганнібал вперше використав свій новий тактичний прийом-фланговий охват, який пізніше (у битві при Каннах) дав блискучі результати. У кінцевому результаті армія Ганнібала здобула перемогу. Попри незначну масштабність битви (сили сторін були відносно невеликими), успішна перемога карфагенян дозволила їм спокійно рухатися далі, в Італію, де незабаром відбулася не менш важлива битва при Требії.

## Передумови битви
Грандіозний план Ганнібала щодо підкорення Риму полягав у тому, щоб з Іберійського півострова вирушити на північ, заручитись підтримкою місцевих галльських племен, перейти Альпи та неочікувано для всіх завдати удару римлянам з півночі.
Подолавши весь шлях від Нового Карфагену, весною 218 р. до н.е., через п`ять місяців Ганнібал дістався до Альп. Перехід через Альпи зайняв п'ятнадцять днів. Полководець вступив на рівнини річки По і в землю народів інсомбрів та тавринів (галльських племен). Якщо до переходу через Альпи з ним було 80 тисяч піхоти, 10 тисяч кінноти і 37 слонів, то в Італію він привів лише 20 тисяч піхоти, 6 тисяч кінноти і кілька слонів. Поява Ганнібала в Італії стала несподіванкою для римлян. Сципіон прибув від гирла Рони в Пізу, отримав там під своє командування два легіони. Дізнавшись про те, що Ганнібал в Італії, консул поспішно рушив до Плаценції, щоб там перехопити армію карфагенян і не дати їм необхідного відпочинку. Сенатори негайно відправили вісника до другого консула-Тиберія Семпронія Лонги в Лілібей з повідомленням про те, що потрібно негайно прибути в Аримін для оборони рідного міста.

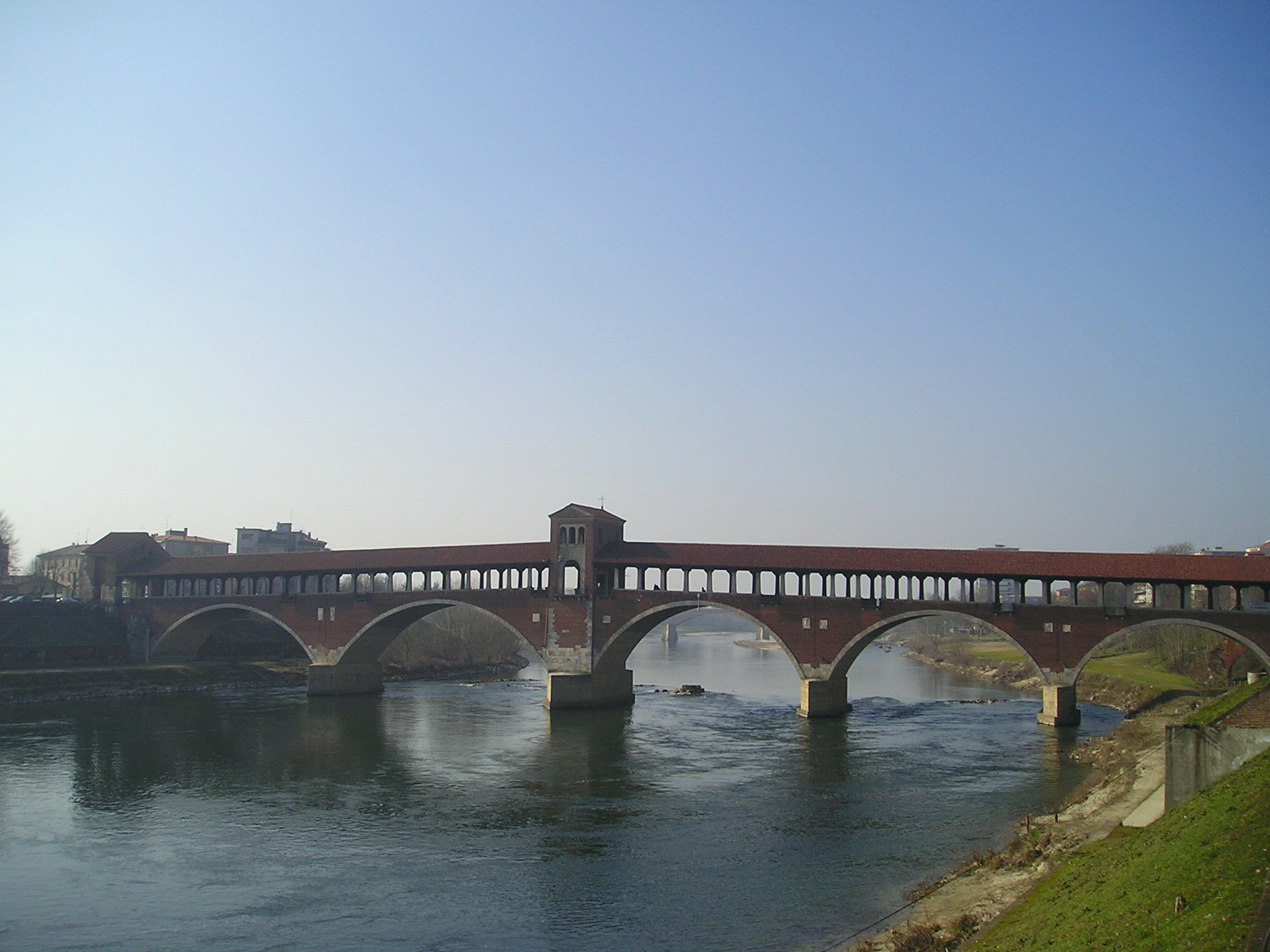
Річка Тицин в провінції Павія

## Напередодні битви
Після переходу через Альпи, Ганнібал отаборився біля самого підніжжя гір, та перш за все зайнявся відновленням сил своїх військ. Військо його не тільки було до крайності втомлене переходом через гори, а й сильно терпіло від убогості припасів і від нестачі провіанту. Тому, як пише Полібій, вони зовсім впали духом.
Потім, коли військо трохи відпочило, полководець намагався насамперед налагодити зв`язки з місцевими племенами галлів, які вели часті війни між собою та недовірливо ставились до карфагенян. Ганнібал взяв в облогу одне з їхніх міст, та після трьох днів змусив їх виконати свої умови та заручитись підтримкою. Та частина з інсомбрів та тавринів, яка не підпадала під контроль карфагенян,  підтримувала римлян.
У цей час Публій Корнелій Сципіон уже перейшов річку По і зважився переправитися далі, через Тицин. Римляни збудували міст через цю річку, та для захисту моста звели укріплення.  Ганнібал  у той час, як вороги були зайняті роботою, вислав загін нумідійців чисельністю 500 вершників на чолі з Магарбалом, щоб провести розвідку місцевості, та залучити на свій бік якомога більше галлів, обіцяючи їм багатство, свободу та гроші.

## Промови Ганнібала та Сципіона
Велику роль тоді відіграла і психологічна підготовка обох військ, адже нам відомо, що напередодні битви і Ганнібал, і Сципіон висловились з промовою до своїх солдатів. Тексти промов були детально описані  Полібієм та Титом Лівієм, хоч вони містили в собі різні варіанти тексту, однак суть залишається та ж: Ганнібал обіцяв усім землі, гроші, надання усіх свобод та прав, звільнення від боргів та рабства.
Сципіон, у свою чергу, давив на почуття громадян Риму, про їхню легендарну історію, про необхідність захисту батьківщини від варварів.
Довіра, якою користувався Сципіон, а також його промова надихнули всіх воїнів. Похваливши їх за мужність і готовність до битви, Публій ще раз зажадав бути готовими до виконання його наказів і розпустив збори.
Промова Ганнібала пробудила у своїх воїнах жагу до боротьби. Вождь похвалив воїнів і розпустив збори, наказавши на наступний день на світанку виступати в похід.

## Початок та хід битви
Наступного дня обидва полководця рушили вперед уздовж річки,  причому, як пише Полібій, римляни бачили річку з лівого боку, а карфагеняни з правого. На другий день розвідники донесли, що обидві сторони знаходяться близько один до одного, а тому розташувалися таборами і не йшли далі. На третій день обидві сторони, на чолі своєї кінноти кожен, рушили далі по рівнині з метою дати бій.

### Сили сторін

#### Карфагеняни
Якщо вірити Полібію, то всі вершники, що були у Ганнібала, перед боєм вирушили з ним на розвідку. Це становило принаймні 6 тисяч іспанських і нумідійських воїнів, які перейшли Альпи. Немає ніяких відомостей, але, можливо, з Ганнібалом були галльські вершники. 

#### Римляни
У Сципіона була армія чисельністю в 15 тисяч піхотинців (які брали участь в цій битві лише частково), 600 римських вершників, 900 союзних вершників і близько 2 тисяч галльських вершників.
Щодо порядку військ у строю Полібій повідомляє, що Сципіон розставив велітів наперед, перед кавалерією, а найкращі сили римлян розмістив у тилу. Ганнібал поставив у центр важку кінноту, а по флангах-нумідійську кавалерію.

### Хід битви, її завершення та наслідки
Першою почала битву важка кавалерія Ганнібала. Не встигли вони вступити в сутичку, як римські веліти стали тікати з поля бою. Тоді в хід пішла римська кіннота, яка була введена в жах . Коли римляни пішли  в бій, довгий час було невідомо, хто ж виграє, допоки їх із флангів не оточила нумідійська кіннота, яка і зробила вирішальний хід. Вщент були добиті легкоозброєнні веліти, а частина вершників зуміла врятуватися та уникнути кліщів.
Після цього Сципіон попрямував до мосту, намагаючись завчасно переправити по ньому решту військ. Міркуючи, що місцевість відкрита, а ворожа кіннота перевершує його власну, страждаючи сам від рани, Публій вирішив, що необхідно залишити поле битви та врятувати частину легіонів. З іншого боку, Ганнібал деякий час вичікував, що римляни наважаться на битву, однак бачачи, що римляни відступають, віддав наказ переслідувати їх. Римляни вирішили знищити міст, однак бачачи, що карфагеняни вже досить близько, залишили для охорони мосту загін із 600 чоловік. Так як решта війська пройшла вже далеко вперед, то Ганнібал змінив шлях, і вздовж по річці попрямував у протилежний бік, бажаючи підійти до річки По в такому місці, де можна було б її легко перейти. На другий день він зупинився і, влаштувавши переправу з річкових човнів, наказав Гасдрубалу переправляти військо на інший берег. Карфагеняни переслідували  римлян досить довго, доки останні не стали табором біля річки Требії, чекаючи на допомогу Тиберія Семпронія Лонга.
Щодо кількості, загиблих точних результатів ніде нема. Полібій лиш пише, що загинуло багато людей. Після переправи через річку По, частина галлів, які підтримували римлян у той момент, перейшла на сторону Ганнібала. Як наслідок битви можна вважати те, що вона дала шанс просунутися військам Ганнібала дедалі глибше в Апенніни, дала хід наступній вирішальній битві при Требії.

## Використані джерела
- Полібій Загальна історія, Книга 3, розділи 56—64
- Тит Лівій Історія від заснування міста, Книга 23, розділи 45—47

### Історіографія
- Grundy, G.B. (1896). The Trebbia and Lake Trasimene. The Journal of Philology. 24: 83—118.
- Livy (1965). The War with Hannibal: Books XXI-XXX of the History of Rome from Its Foundation. Aubrey De Selincourt (trans.) (вид. reprint, illustrated). Penguin Classics. ISBN 9780140441451.
- Polybius; William Roger Paton, Translator (1922). The Histories. The Loeb Classical Library (Ancient Greek та English) . Т. 2. London, New York: William Heinemann, G.P. Putnam's Sons. ISBN 88-317-9986-X.